# Tripteroides powelli
Tripteroides powelli är en tvåvingeart som först beskrevs av Frank Ludlow 1909.  Tripteroides powelli ingår i släktet Tripteroides och familjen stickmyggor. Inga underarter finns listade i Catalogue of Life.